# Partenavia Tigrotto
El Partenavia P.52 Tigrotto fue un avión ligero italiano de la década de 1950, construido por Partenavia en Nápoles.

## Desarrollo
El Tigrotto era un monoplano de cabina de ala baja con tren de aterrizaje retráctil de rueda de cola. Poseía dos asientos lado a lado y estaba propulsado por un motor Continental C85 de 63 kW (85 hp). El prototipo y único Tigrotto, registrado como I-CARB, voló por primera vez en 1953.

## Especificaciones

### Características generales
- Tripulación: Uno (piloto)
- Capacidad: Un pasajero
- Planta motriz: 1× motor bóxer de 4 cilindros refrigerado por aire Continental C85-12F.
  - Potencia: 63 kW (87 HP; 86 CV)
- Hélices: Bipala de paso fijo

### Rendimiento
- Velocidad máxima operativa (Vno): 235 km/h (146 MPH; 127 kt)
- Velocidad crucero (Vc): 200 km/h (124 MPH; 108 kt)

## Aeronaves relacionadas

### Secuencias de designación
- Secuencia P._ (interna de Partenavia): P.48 - P.52 - P.53 - P.55 - P.57 →